# Кельп, Франц Людвиг Антон
Франц Людвиг Антон Кельп (нем. Franz Ludwig Anton Kelp, 25 марта 1809, Ольденбург — 17 февраля 1891, Ольденбург) — немецкий врач, психиатр, доктор медицины Берлинского университета, основатель и первый директор психиатрической лечебницы в Великом герцогстве Ольденбургском, председатель Немецкого общества психиатрии и судебной психологии.

## Биография
Франц Людвиг Антон Кельп родился в Ольденбурге. Он был сыном аптекаря Рудольфа Генриха Кельпа (1762—1818) и Маргариты Ульрики Шарлотты, урождённой Уммиус (1775—1860). Кельп учился в ольденбургской гимназии, изучал медицину с 1828 по 1833 год в университетах Гёттингена, Гейдельберга и Берлина. В последнем он защитил в 1832 году диссертацию на степень доктора медицины. В 1833 году он открыл врачебную практику в селе Дедесдорф на реке Везер. В 1837 году переехал в Дельменхорст. Здесь он был в 1843 году назначен окружным врачом. Кельп рано начал интересоваться психиатрическими расстройствами. С 1845 года он принялся за подготовительные исследования с целью учреждения новой лечебницы для душевнобольных, которую намеревался открыть при богадельне в бывшем монастыре Бланкенбург (вблизи Ольденбурга). После посещения многочисленных немецких и европейских психиатрических лечебниц Кельп совместно с архитектором Геро Дидрихом Хиллернсом (1807—1885) в 1850 году представил первый план устройства лечебницы. В 1850 году Кельп стал членом медицинской коллегии — высшего медицинского ведомства Великого герцогства Ольденбургского. В 1851 году он анонимно опубликовал брошюру «Новая лечебница для душевнобольных в Великом герцогстве Ольденбургском» (нем. Die neue Irrenanstalt für das Herzogtum Oldenburg). Этот проект был подан в 1853 году в ольденбургский ландтаг для обсуждения. Депутаты ландтага постановили выделить 20 тысяч талеров на строительство лечебницы рядом с селом Венен. Первым директором психиатрической клиники в чине медицинского советника с 1858 года стал Кельп, отличившийся незаурядным организаторским талантом. С 1854 по 1860 год Кельп был также врачебным инспектором в богадельне монастыря Бланкенбург, где содержались хронические психиатрические больные. Кельп неоднократно выступал в печати с научными публикациями. В 1862 году он был выбран председателем Немецкого общества психиатрии и судебной психологии, основанного в 1842 году. В 1872 году он получил титул обер-медицинского советника. Кельп скончался в 1891 году в Ольденбурге на 82-м году жизни. Основанная им лечебница носит с 2007 года наименование Психиатрической клиники имени Карла Ясперса.

## Семья
Кельп был женат дважды. В первом браке (21 июня 1836 года) — на Анне Генриетте фон Буттель (1815—1879), дочери купца Фридриха Кристиана фон Буттеля (1792—1861) и племяннице ольденбургского премьер-министра Дитриха Кристиана фон Буттеля (1801—1878). В этом браке родились две дочери. Брак был расторгнут. 25 мая 1856 года Кельп женился во второй раз на Каролине Иоганне Марии Мюллер (1820—1905), дочери аудитора Иоганна Фридриха Мюллера. Второй брак был бездетным.

## Сочинения
- Irrenstatistik des Herzogtums Oldenburg. In: Allgemeine Zeitschrift für Psychiatrie, Bd. 4, H. 4. Berlin 1847.
- Die neue Irrenanstalt für das Herzogtum Oldenburg. Oldenburg, 1851. 1852.
- Die Großherzoglich Oldenburgische Heilanstalt zu Wehnen in ihrer ganzen Einrichtung. In: Magazin für die Staats- und Gemeindeverwaltung im Großherzogtum Oldenburg, 2, 1861. S. 20-67.
- Medizinisch-Statistischer Bericht über die Heilanstalt zu Wehnen. 1861—1866. Oldenburg, 1867.